# Adolphe Brongniart
Adolphe Théodore Brongniart (Parijs, 14 januari 1801 – aldaar, 19 februari 1876) was een Franse botanicus en paleontoloog. Brongniart wordt wel de 'vader van de paleobotanie' genoemd vanwege zijn ontdekkingen van verwantschappen tussen hedendaagse en uitgestorven soorten planten.

## Levensloop
Brogniart was de zoon van de geoloog Alexandre Brongniart (1770–1847). Hij studeerde tot 1827 geneeskunde aan de Sorbonne, waarbij hij ook werd onderwezen in de botanie. Hierna werd hij leraar in de geneeskunde aan de Sorbonne. In 1833 werd hij hoogleraar in de botanie en plantenfysiologie aan de Jardin des Plantes van het Muséum national d'histoire naturelle.
Hij werd in 1834 lid van de Académie des sciences, waarvan hij in 1847 voorzitter was. In 1852 werd hij inspecteur van de natuurwetenschappelijke faculteiten van Frankrijk. Samen met zijn zwagers Victor Audouin en Jean Baptiste Dumas stichtte hij het wetenschappelijk tijdschrift Annales des Sciences Naturelles en in 1854 de Société Botanique de France, waarvan hij de eerste voorzitter was.
Zijn zoon was de Franse arts Jules Théodore Brongniart.

## Werk
In 1822 publiceerde Brongniart al over zijn pogingen uitgestorven planten te classificeren. Zijn bekendste werk is Histoire des végétaux fossiles, dat in twee delen verscheen (1828 en 1847). De boeken bevatten een classificatie van de bij Brongniart bekende uitgestorven soorten, samen met de opeenvolging waarin ze gevonden worden in de lithostratigrafie. Het was de eerste keer dat fossiele planten systematisch geclassificeerd werden. Eerder was dit door Georges Cuvier gedaan voor uitgestorven dieren. Uit Brongniarts werk bleek duidelijk dat er een volgorde in het voorkomen van plantensoorten zat. Zo vond Brongniart dat in het Paleozoïcum de varens domineerden, in het Mesozoïcum de naaktzadigen en in het Kenozoïcum de bedektzadigen. Mede dankzij onderzoek van Robert Brown kon Brongniart de Cycadeae en Coniferae samen in de groep van de naaktzadigen plaatsen.
Behalve zijn indeling van fossiele planten deed Brongniart ook paleontologisch onderzoek naar de structuur van Sigillaria, een uitgestorven reusachtige wolfsklauw. Ook deed hij onderzoek naar fossiele zaden en pollen.
In de plantenfysiologie hield Brongniart zich bezig met onduidelijkheden over de seksuele voortplanting van planten. Hij vergeleek de korrels in het protoplasma met de zaadcellen van dieren. Ook deed Brongniart bijdragen aan de taxonomie, onder andere van de flora van Nieuw-Caledonië.
In 1841 ontving Brongniart de Wollaston Medal van de Geological Society.
- Biblioteca Nacional de Chile: 000443669
- Bibliothèque nationale de France: cb12321960z (data)
- Author citation (botany): Brongn.
- CiNii: DA09183748
- Stuttgart Database of Scientific Illustrators 1450–1950: 456
- Gemeinsame Normdatei: 116685271
- International Standard Name Identifier: 0000 0000 8135 4943
- Library of Congress Control Number: n87127203
- Base Léonore: LH//371/72
- Nationale Bibliotheek van Tsjechië: nlk20010092699
- Nationale bibliotheek van Australië: 35192923
- Nationale Bibliotheek van Israël: 987007273316405171
- Nationale Bibliotheek van Polen: a0000001059018
- Nederlandse Thesaurus van Auteursnamen: 162643152
- Réseau des bibliothèques de Suisse occidentale: 02-A003046526
- Istituto Centrale per il Catalogo Unico: TO0V462328
- LIBRIS: 335474
- SNAC: w6bz9s3v
- Système universitaire de documentation: 032130236
- Museum of New Zealand Te Papa Tongarewa: 51107
- Trove: 859261
- Virtual International Authority File: 56679029
- WorldCat: E39PBJrgHrK6CT6yx7dGR4v8md